# Троїцька церква (Мезенівка)
Троїцька церква — православна церква у селі Мезенівка Краснопільського району Сумської області. Зруйнована в 1985 р.

## Історія заснування
Дерев'яна церква у селі Мезенівка, за даними архівів Мезенівської сільської бібліотеки, була побудована у 60-ті рр. XVIII століття. Коли постало питання щодо її знищення або покращення стану, то було вирішено побудувати нову, більш простору, кам'яну церкву.

## Перебудова церкви
Початок зведення нової церкви почався в 1795 р. Будівництво тривало 5 років. Мурована однопрестольна церква на честь Святої Трійці була добудована в 1800 р. родом баронів Раденів.
Цей рід бере свій початок від балтійських німців, які прийняли православ'я і служили в російській кавалерії. Останнім володарем маєтку в Мезенівці був дійсний статський радник, ватажок дворянства Охтирського повіту барон Михайло Павлович фон Раден. Він вийшов у відставку в 1860-ті роки і присвятив своє подальше життя благоустрою Охтирського повіту, працюючи у земських установах. Будучи одним з жертводавців на церкву, він отримав дозвіл при храмі влаштувати сімейний склеп.
Згідно Довідкової книги Івана Самойловича(1904 р.), в храмі служили:
- з 1870 р. священик Олексій Сокальський (60 років) — закінчив семінарію по 2-му розряду, псаломщик з 1869 р. (обіймав посаду законовчителя і вчителя церковнопарафіяльної школи);
- з 1901 р. церковний староста, селянин Климент Андрєєв;
- з 1902 р. псаломщик Порфирій Попов (59 років) — отримав домашню освіту, паламар з 1858 р.,псаломщик з 1878 р.

## Період ХХ століття
У 1901 році власником Троїцької церкви у Мезенівці став поміщик колезького асесора Апполінарій Львович Шарагов. У 1904 році вона була реставрована. До парафії належало село Новоолександрівка(Євреївка), хутори Птушка і Земляне. За статистичними даними, наданими сільською бібліотекою, прихожан на 1911 р. налічувалося 2297 осіб. На той час при храмі діяли церковнопарафіяльна та три земські школи. Одна земська школа була в с.Новоолександрівка, друга - в хуторі Земляне, решта - в самій Мезенівці. Законовчителем в них був священик Олексій Антонійович Подольський.

## Руйнація церкви
Троїцька церква перестала діяти у 1930-х рр. Сама споруда використовувалася як комора для збереження кормів тваринництва відділу радгоспу.
У воєнний період церква зазнала деяких пошкоджень, але сама споруда продовжувала функціонувати. Тільки наприкінці 60-х рр. ХХ ст. вона почала руйнуватися і могла нашкодити початковій школі, яка функціонувала неподалік від неї. Мезенівська сільська рада в 1985 р. схвалила рішення про її ліквідацію.

## Цікаві факти
На сучасному місці починали будувати нову школу. Був збудований каркас споруди, накриття. Залишалося тільки вставити вікна, двері і зробити інтер'єр у середині. Але будування потім пригальмувалося і поступово завмерло. Нова школа так і залишилася недобудованою до сьогодення, знаходячись у аварійному стані.